# Georg von Post

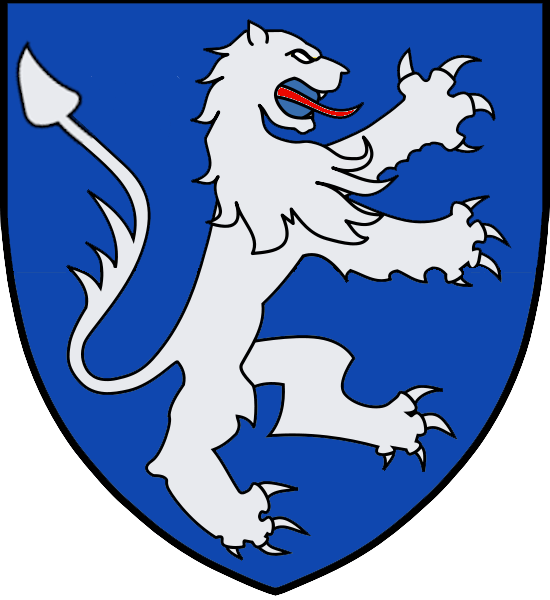
Heraldiskt vapen för ätten von Post

Ernst Georg von Post, född 17 april 1875 i Vårfrukyrka församling, Uppsala län, död 11 mars 1953 i Bromma församling, Stockholm. Han var rådman och förste rådman i Hudiksvall. En tid var han även borgmästare i Hudiksvall.
Efter mogenhetsexamen i Västerås 1894 samt juridisk-filosofisk examen 1895 och hovrättsexamen 1905 i Uppsala genomförde von Post tingstjänstgöring till 1907. Han var brottmålsrådman vid rådhusrätten i Hudiksvall 1908–1917, förste rådman och notarius publicus där 1917–1941 och t.f. borgmästare 1941–1944. Han var ledamot av kyrkorådet och kyrkofullmäktige, inspektör för arbetarinstitutet, styrelseordförande i lokalavdelningen av Föreningen för svenskhetens bevarande i utlandet, ordförande i von Postska släktföreningen och föreståndare för Hälsinglands museum i Hudiksvall från 1931. von Post är begravd på Kärrbo gamla kyrkogård.